# Ancizan
Ancizan est une commune française située dans le sud-est du département des Hautes-Pyrénées, en région Occitanie. Sur le plan historique et culturel, la commune est dans le Pays d'Aure, constitué de la vallée de la Neste (en aval de Sarrancolin), de la vallée d'Aure (en amont de Sarrancolin) et de la vallée du Louron.
Exposée à un climat de montagne, elle est drainée par l'Adour, la Neste, la Gaoube, le ruisseau d'Artigou, le ruisseau de Camoudiet, le ruisseau d'Erabat et par divers autres petits cours d'eau. Incluse dans le Parc national des Pyrénées, la commune possède un patrimoine naturel remarquable : un site Natura 2000 (« Garonne, Ariège, Hers, Salat, Pique et Neste »), un espace protégé (l'« Adour et affluents ») et sept zones naturelles d'intérêt écologique, faunistique et floristique.
Ancizan est une commune rurale qui compte 286 habitants en 2022, après avoir connu un pic de population de 1 022 habitants en 1841. Ses habitants sont appelés les Ancizanois ou  Ancizanoises.

## Géographie

### Localisation
La commune d'Ancizan se trouve dans le département des Hautes-Pyrénées, en région Occitanie.
Sur le plan historique et culturel, Ancizan fait partie du pays de la vallée d'Aure ou pays d'Aure, constitué de la vallée de la Neste (en aval de Sarrancolin), de la vallée d'Aure (en amont de Sarrancolin) et de la vallée du Louron (confluente à Arreau).
Elle se situe à 45 km à vol d'oiseau de Tarbes, préfecture du département, à 26 km de Bagnères-de-Bigorre, sous-préfecture, et à 25 km de Capvern, bureau centralisateur du canton de Neste, Aure et Louron dont dépend la commune depuis 2015 pour les élections départementales.
La commune fait en outre partie du bassin de vie d'Arreau.
Les communes les plus proches sont : 
Grézian (1,0 km), Guchen (1,1 km), Cadéac (2,0 km), Gouaux (2,0 km), Bazus-Aure (2,1 km), Lançon (2,6 km), Guchan (3,0 km), Grailhen (3,5 km).
Ancizan est limitrophe de sept autres communes dont Barrancoueu à l'est par un simple quadripoint, au Cap de Sarrat Termé.
| Campan | Arreau  | Barrancoueu (par un quadripoint) |
|        | Ancizan | Cadéac                           |
|        | Aulon   | Grézian, Guchen                  |

### Hydrographie

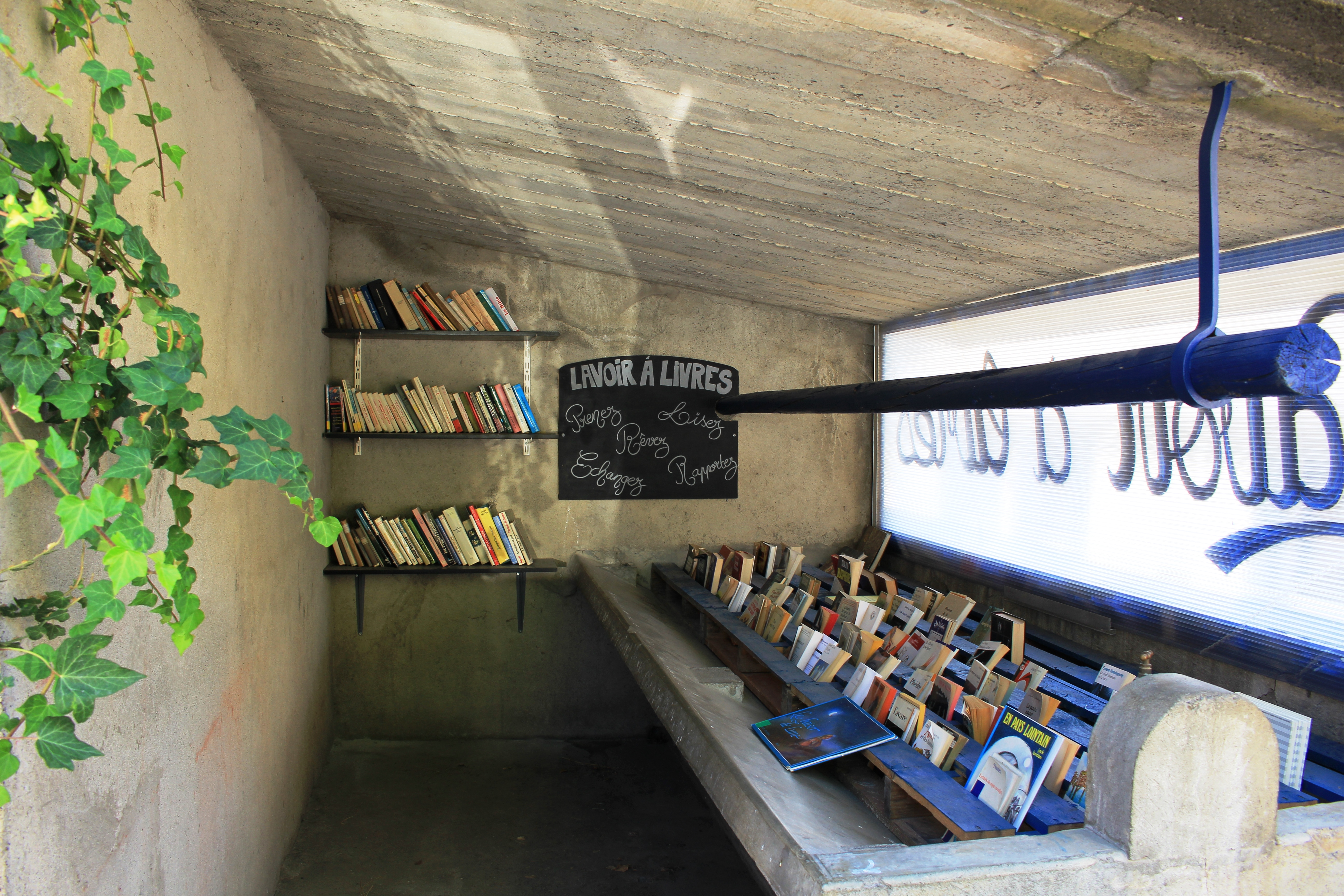
Le lavoir place Sainte-Anne en 2021

En partie est de la commune se trouve le ruisseau d'Erabat (affluent gauche de la Neste) qui traverse le village et le ruisseau la Coumette (affluent gauche du Lavedan).
En partie ouest de la commune, le ruisseau la Gaoube forme une partie de la limite ouest avec la commune de Campan et les ruisseaux de Soubirou, d'Artigou, de Camoudiet, d'Aouassole, de Sarraoute, de la Pradé rejoignent l'Adour de Payolle dans la vallée de Payolle.
Le lac d'Arou est situé dans le territoire de la commune juste à côté de la Hourquette d'Ancizan et du lac de Montarrouye en limite de commune avec Campan.

### Climat
Le climat qui caractérise la commune est qualifié, en 2010, de « climat des marges montargnardes », selon la typologie des climats de la France qui compte alors huit grands types de climats en métropole. En 2020, la commune ressort du type « climat de montagne » dans la classification établie par Météo-France, qui ne compte désormais, en première approche, que cinq grands types de climats en métropole. Pour ce type de climat, la température décroît rapidement en fonction de l'altitude. On observe une nébulosité minimale en hiver et maximale en été. Les vents et les précipitations varient notablement selon le lieu.
Les paramètres climatiques qui ont permis d’établir la typologie de 2010 comportent six variables pour les températures et huit pour les précipitations, dont les valeurs correspondent à la normale 1971-2000. Les sept principales variables caractérisant la commune sont présentées dans l'encadré ci-après.
| Paramètres climatiques communaux sur la période 1971-2000 - Moyenne annuelle de température : 10,2 °C - Nombre de jours avec une température inférieure à −5 °C : 5,5 j - Nombre de jours avec une température supérieure à 30 °C : 3,5 j - Amplitude thermique annuelle : 14 °C - Cumuls annuels de précipitation : 1 030 mm - Nombre de jours de précipitation en janvier : 9,9 j - Nombre de jours de précipitation en juillet : 7,9 j |

Avec le changement climatique, ces variables ont évolué. Une étude réalisée en 2014 par la Direction générale de l'Énergie et du Climat complétée par des études régionales prévoit en effet que la  température moyenne devrait croître et la pluviométrie moyenne baisser, avec toutefois de fortes variations régionales. Ces changements peuvent être constatés sur la station météorologique de Météo-France la plus proche, « Arreau Borderes », sur la commune d'Arreau, mise en service en 1943 et qui se trouve à 4 km à vol d'oiseau,, où la température moyenne annuelle est de 9,6 °C et la hauteur de précipitations de 894,8 mm pour la période 1981-2010.
Sur la station météorologique historique la plus proche, « Tarbes-Lourdes-Pyrénées », sur la commune d'Ossun, mise en service en 1946 et à 46 km, la température moyenne annuelle évolue de 12,2 °C pour la période 1971-2000, à 12,6 °C pour 1981-2010, puis à 12,9 °C pour 1991-2020.

### Milieux naturels et biodiversité

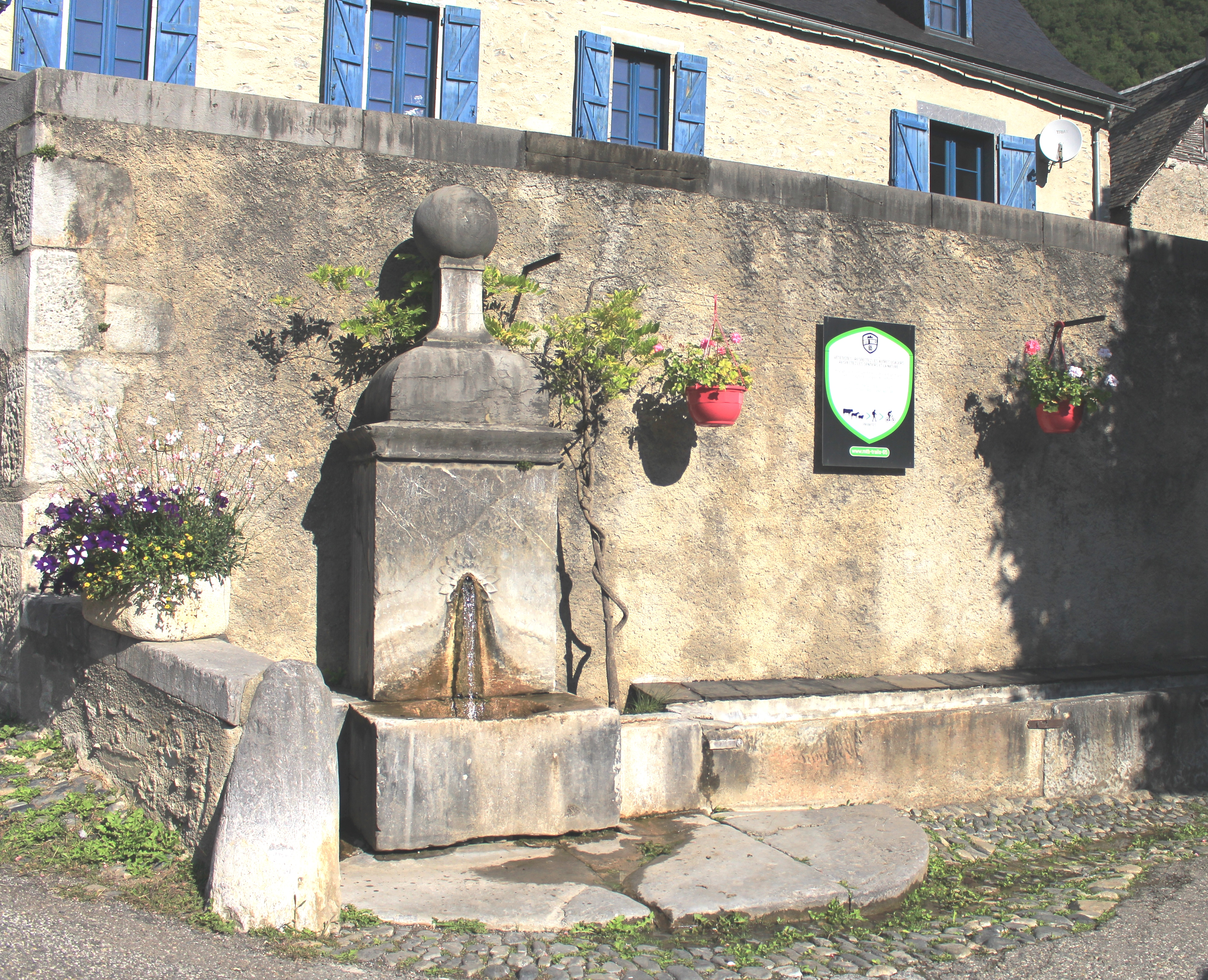
La fontaine.

#### Espaces protégés
La protection réglementaire est le mode d’intervention le plus fort pour préserver des espaces naturels remarquables et leur biodiversité associée,.
Dans ce cadre, la commune fait partie de l'aire d'adhésion du Parc National des Pyrénées. Ce  parc national, créé en 1967, abrite une faune riche et spécifique particulièrement intéressante : importantes populations d’isards, colonies de marmottes réimplantées avec succès, grands rapaces tels le Gypaète barbu, le Vautour fauve, le Percnoptère d’Égypte ou l’Aigle royal, le Grand tétras et le discret Desman des Pyrénées qui constitue l’exemple type de ce précieux patrimoine confié au Parc national et aussi l'Ours des Pyrénées,,.
Un  autre espace protégé est présent sur la commune : 
l'« Adour et affluents », objet d'un arrêté de protection de biotope, d'une superficie de 215,8 ha.

#### Réseau Natura 2000

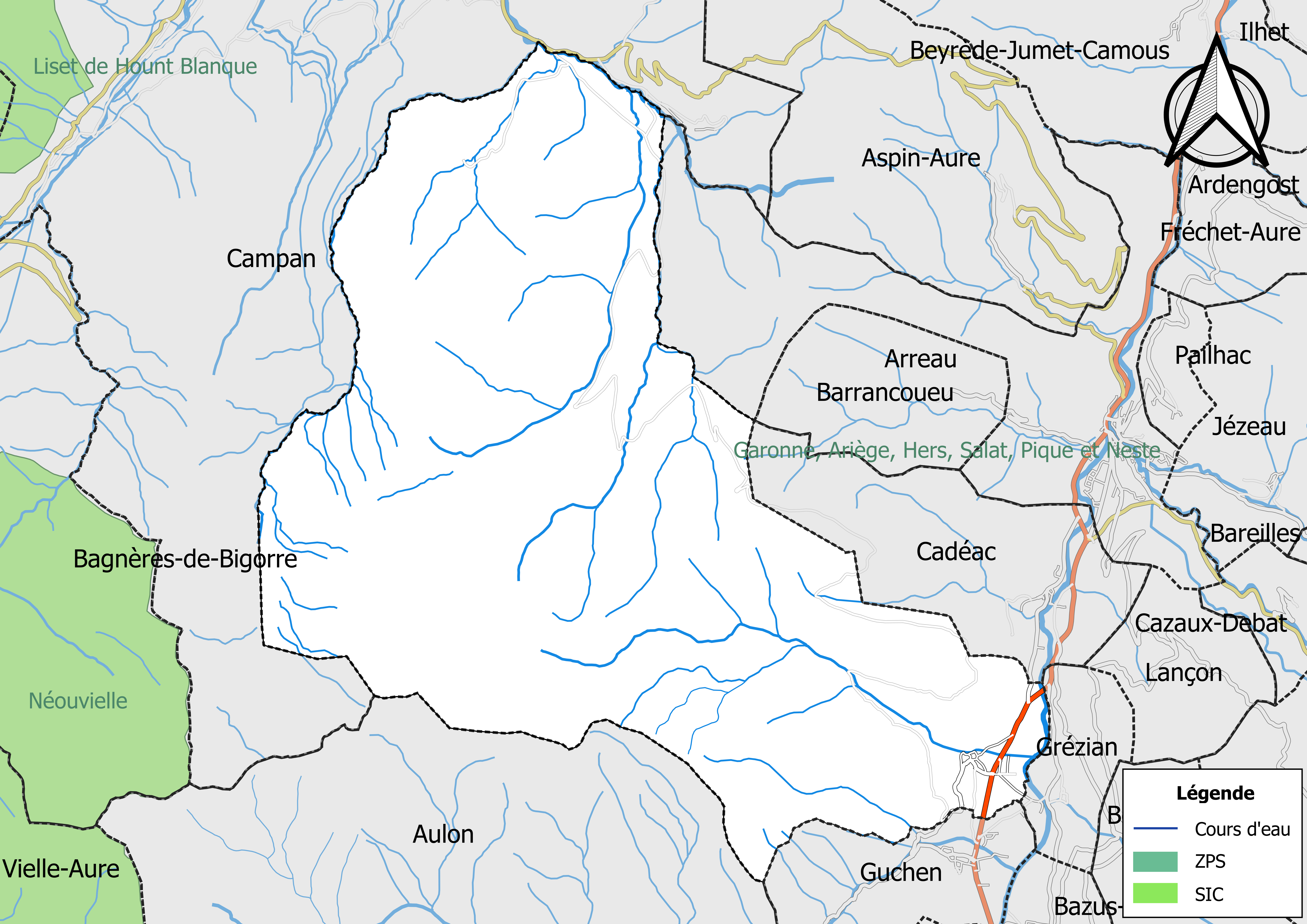
Sites Natura 2000 sur le territoire communal.

Le réseau Natura 2000 est un réseau écologique européen de sites naturels d'intérêt écologique élaboré à partir des Directives « Habitats » et « Oiseaux », constitué de zones spéciales de conservation (ZSC) et de zones de protection spéciale (ZPS).
Un site Natura 2000 a été défini sur la commune au titre de la « directive Habitats » : « garonne, Ariège, Hers, Salat, Pique et Neste », d'une superficie de 9 581 ha, un réseau hydrographique pour les poissons migrateurs (zones de frayères actives et potentielles importantes pour le Saumon en particulier qui fait l'objet d'alevinages réguliers et dont des adultes atteignent déjà Foix sur l'Ariège.

#### Zones naturelles d'intérêt écologique, faunistique et floristique
L’inventaire des zones naturelles d'intérêt écologique, faunistique et floristique (ZNIEFF) a pour objectif de réaliser une couverture des zones les plus intéressantes sur le plan écologique, essentiellement dans la perspective d’améliorer la connaissance du patrimoine naturel national et de fournir aux différents décideurs un outil d’aide à la prise en compte de l’environnement dans l’aménagement du territoire.
Cinq ZNIEFF de type 1 sont recensées sur la commune,
- « la Neste, amont » (100 ha), couvrant 18 communes du département[29] ;
- la « montagne des Quatre Véziaux, Montarrouye et Gaoube » (3 754 ha), couvrant 8 communes du département[30] ;
- « Payolle » (3 600 ha), couvrant 6 communes du département[31] ;
- la « vallée d'Aulon et soulane de Vielle-Aure » (4 377 ha), couvrant 9 communes du département[32] ;
- le « versant est de la vallée de la Neste d'Aure, de l'Arbizon au col d'Aspin » (3 665 ha), couvrant 8 communes du département[33] ;

et deux ZNIEFF de type 2,,
- le « bassin du Haut Adour » (27 303 ha), couvrant 18 communes du département[34] ;
- la « Haute vallée d'Aure » (43 605 ha), couvrant 38 communes du département[35].

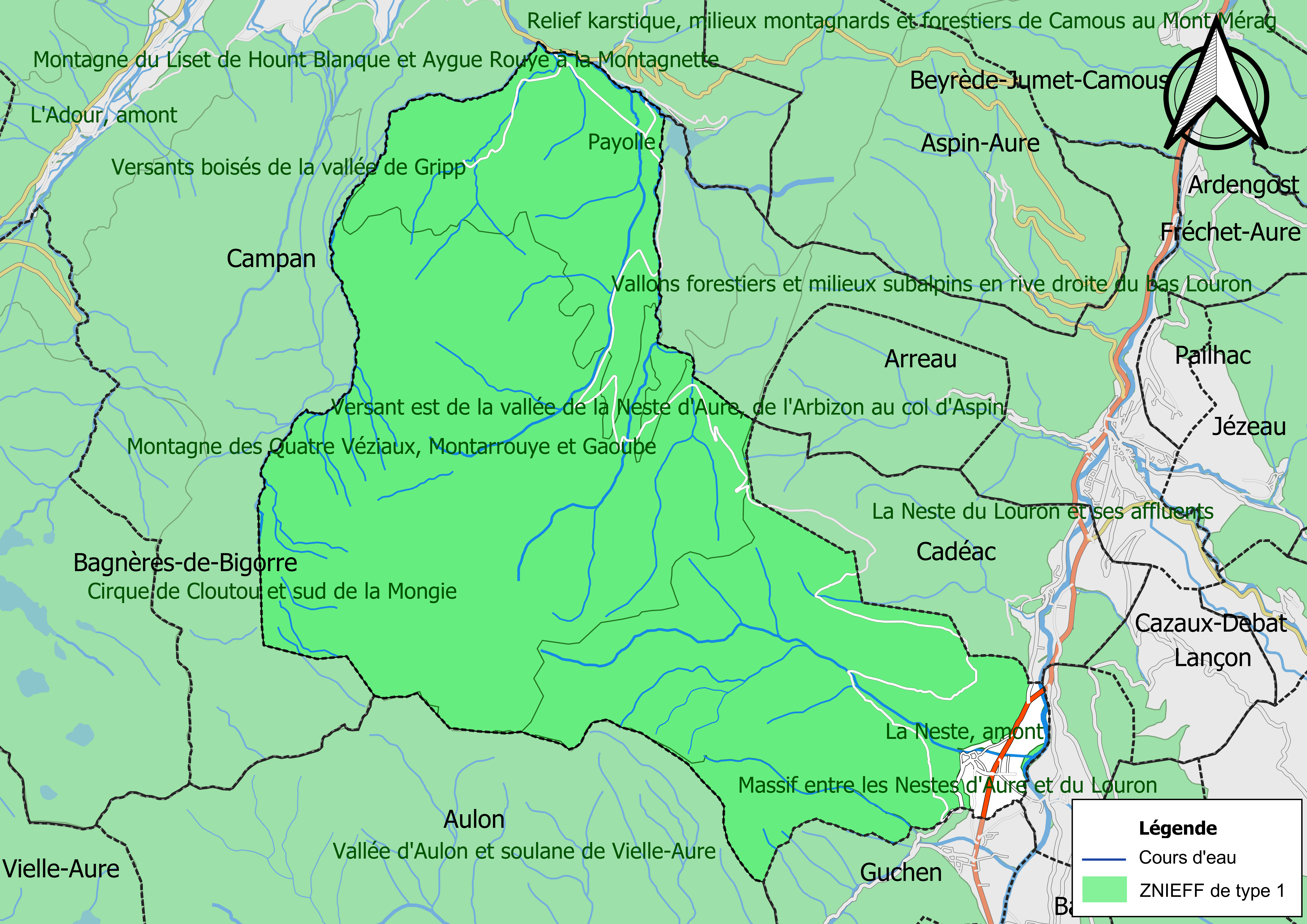
Carte des ZNIEFF de type 1 sur la commune.
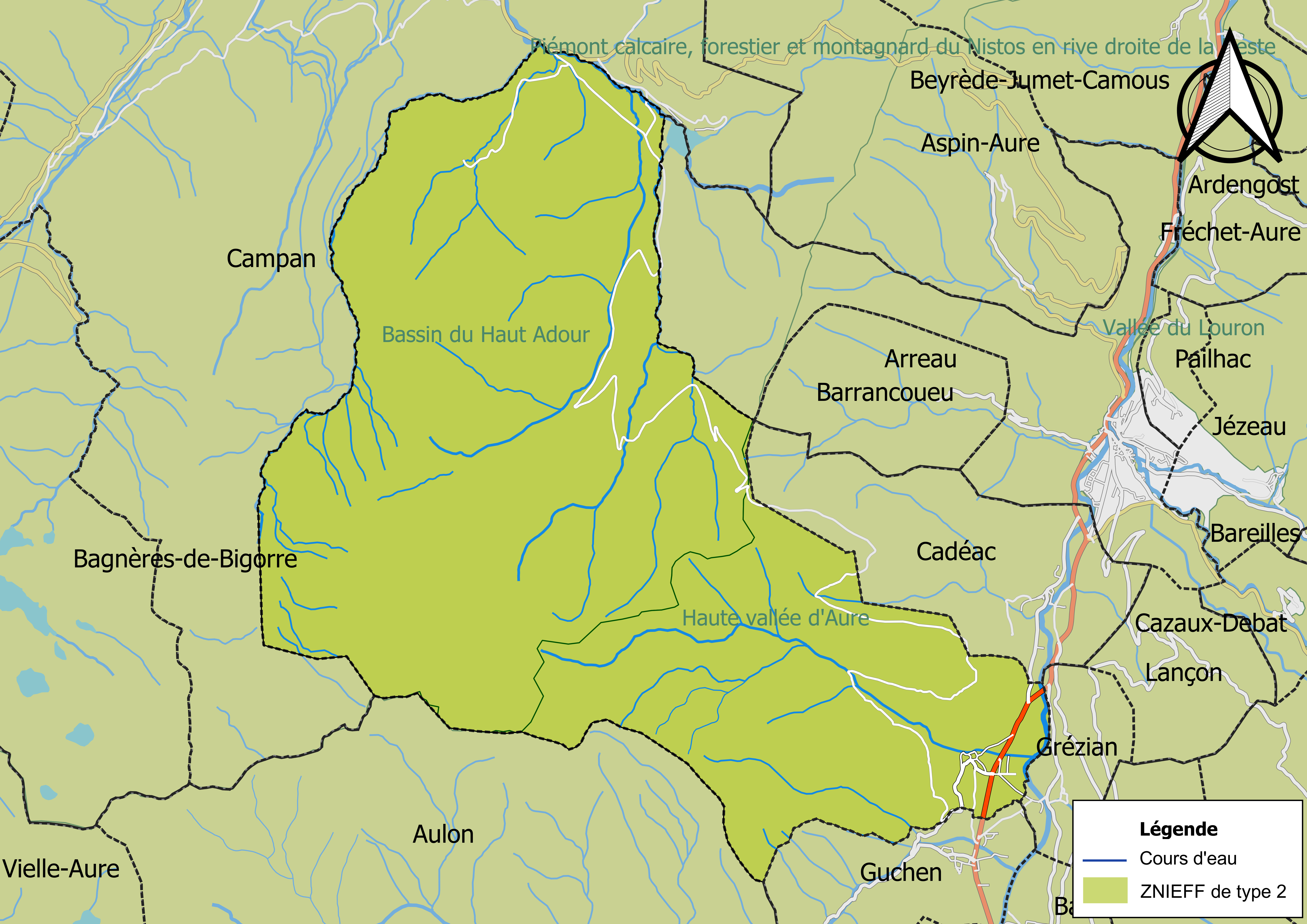
Carte des ZNIEFF de type 2 sur la commune.

## Urbanisme

### Typologie
Au 1er janvier 2024, Ancizan est catégorisée commune rurale à habitat dispersé, selon la nouvelle grille communale de densité à sept niveaux définie par l'Insee en 2022.
Elle est située hors unité urbaine et hors attraction des villes,.

### Occupation des sols
L'occupation des sols de la commune, telle qu'elle ressort de la base de données européenne d’occupation biophysique des sols Corine Land Cover (CLC), est marquée par l'importance des forêts et milieux semi-naturels (94,2 % en 2018), une proportion sensiblement équivalente à celle de 1990 (94,9 %). La répartition détaillée en 2018 est la suivante : 
milieux à végétation arbustive et/ou herbacée (48,3 %), forêts (26,2 %), espaces ouverts, sans ou avec peu de végétation (19,7 %), prairies (5 %), zones urbanisées (0,8 %).
L'IGN met par ailleurs à disposition un outil en ligne permettant de comparer l’évolution dans le temps de l’occupation des sols de la commune (ou de territoires à des échelles différentes). Plusieurs époques sont accessibles sous forme de cartes ou photos aériennes : la carte de Cassini (XVIIIe siècle), la carte d'état-major (1820-1866) et la période actuelle (1950 à aujourd'hui).

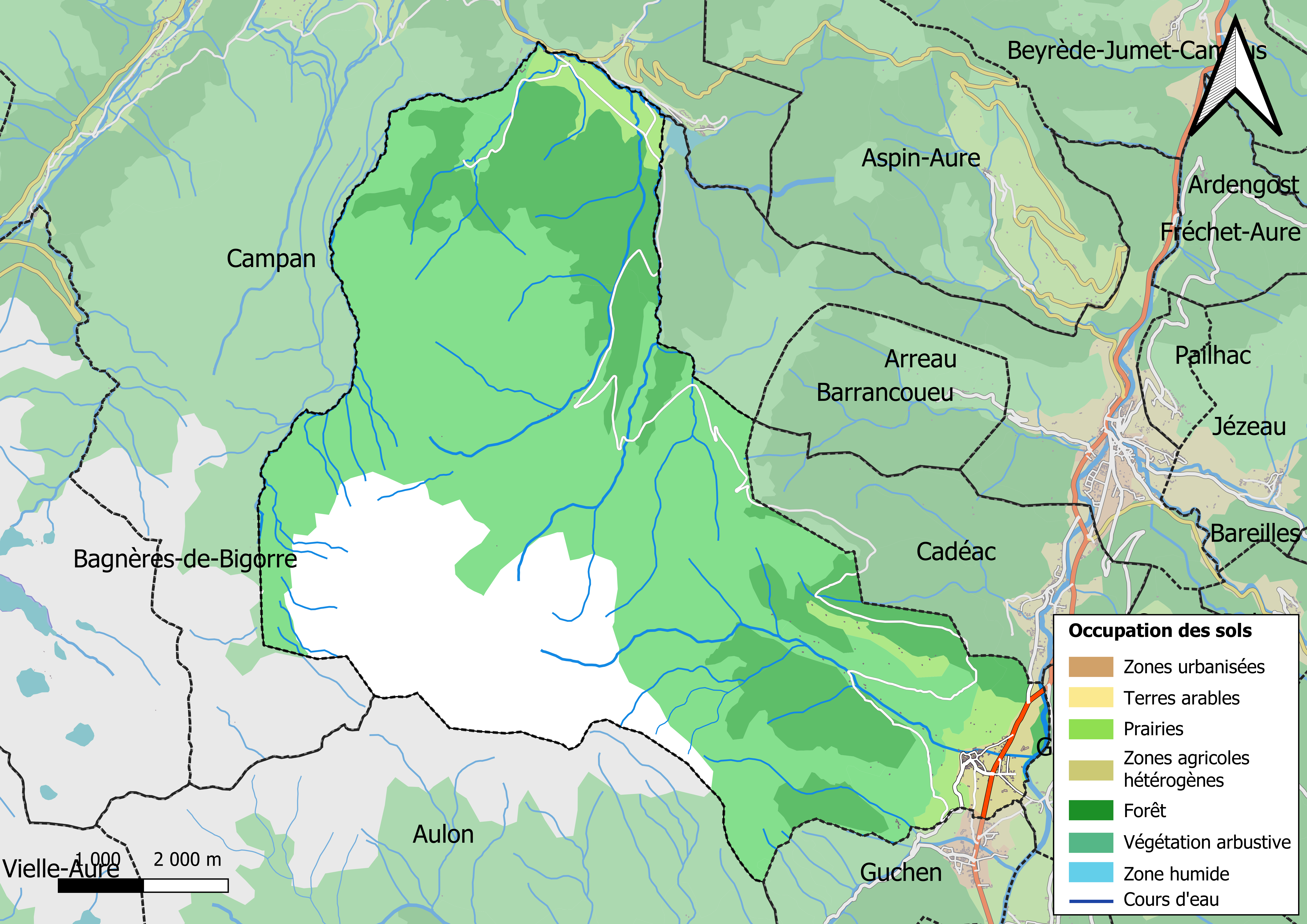
Carte des infrastructures et de l'occupation des sols en 2018 (CLC) de la commune.
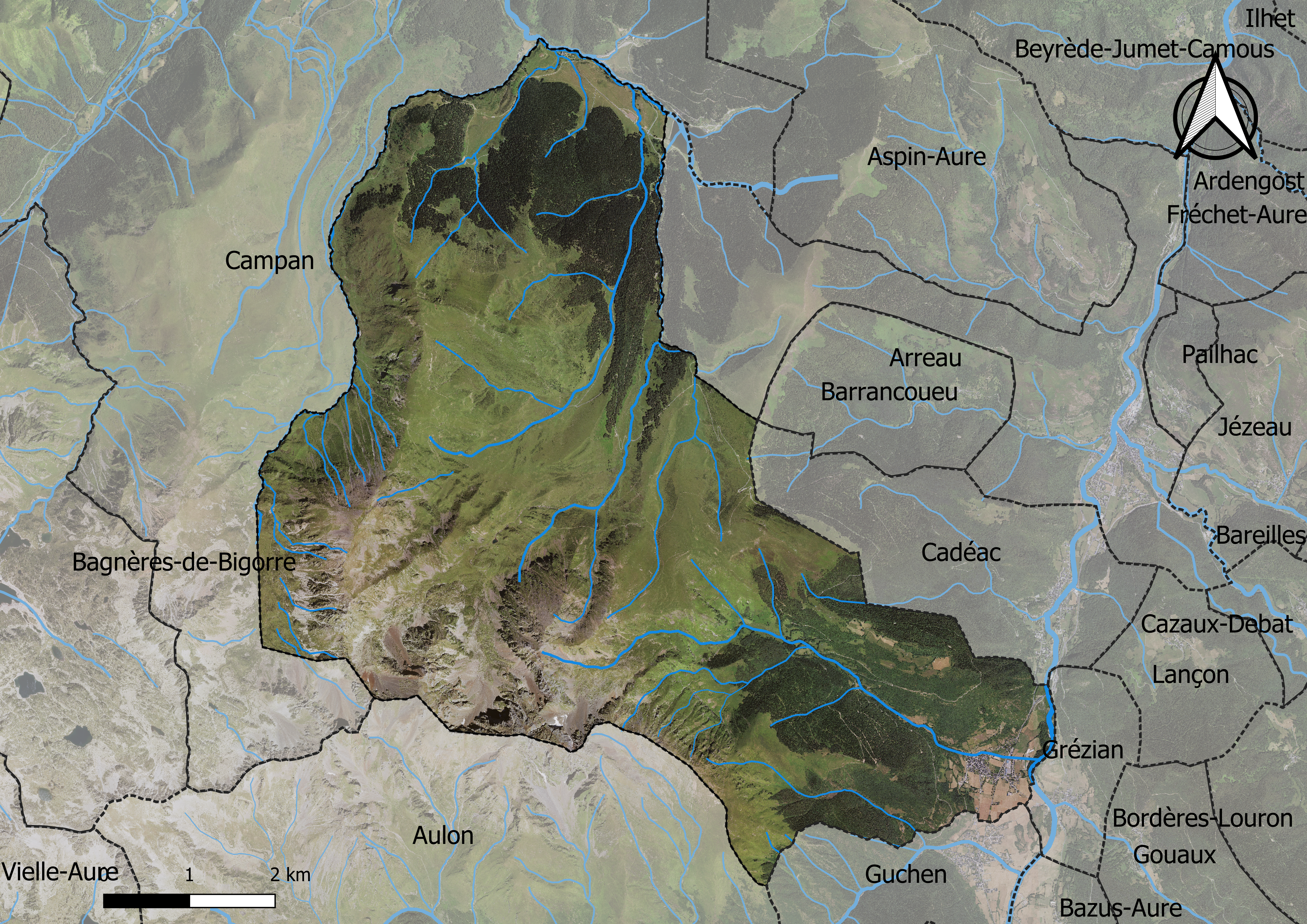
Carte orthophotogrammétrique de la commune.

### Logement

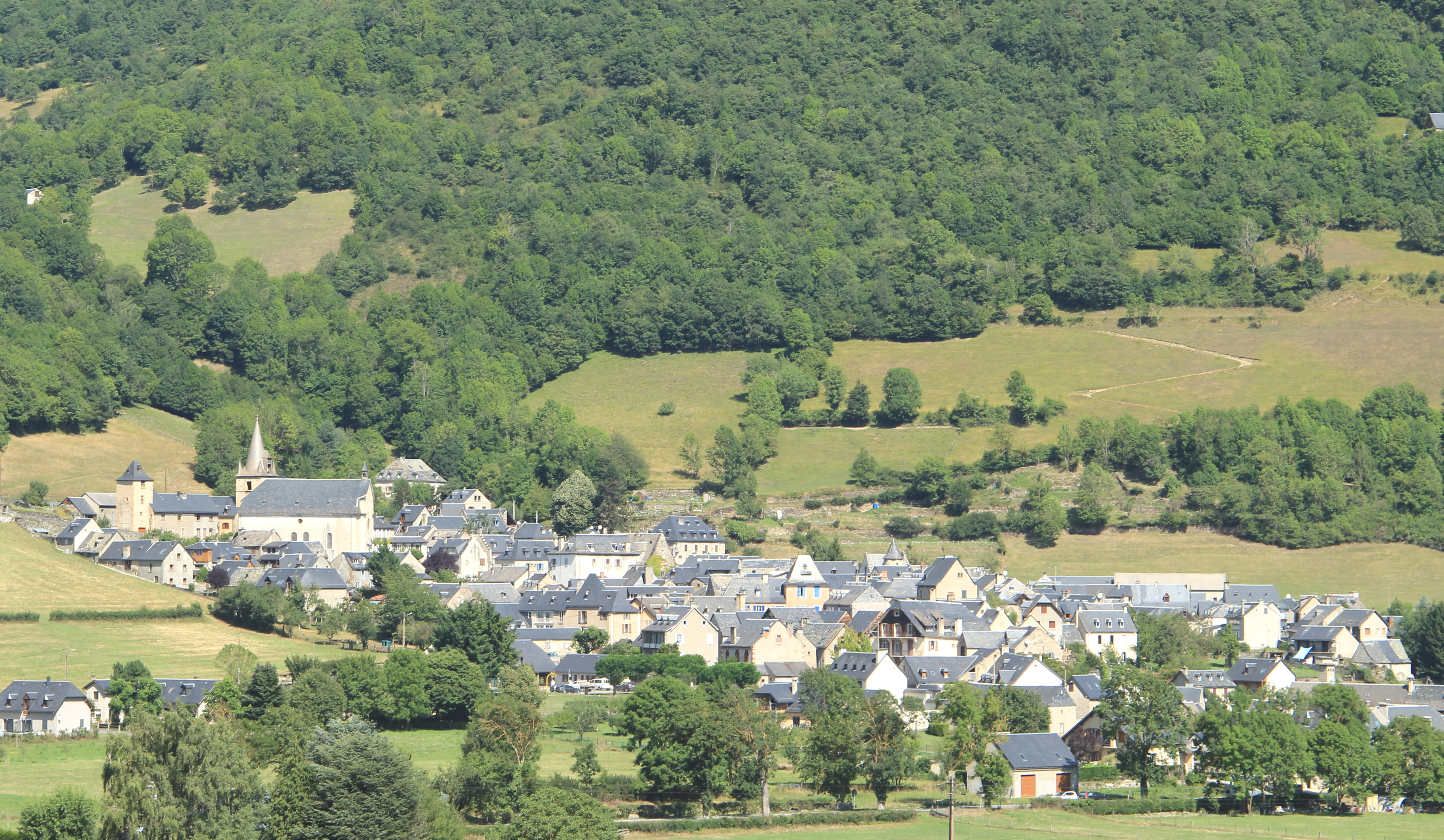
Vue générale du village.

En 2012, le nombre total de logements dans la commune est de 277.

Parmi ces logements, 46.6 % sont des résidences principales, 47.7 % des résidences secondaires et 5.8 % des logements vacants.

### Lieux-dits et hameaux
- Ousten

### Voies de communication et transports
Cette commune est desservie par la route départementale D 929.

### Risques majeurs
Le territoire de la commune d'Ancizan est vulnérable à différents aléas naturels : météorologiques (tempête, orage, neige, grand froid, canicule ou sécheresse), inondations, feux de forêts, mouvements de terrains, avalanche  et séisme (sismicité moyenne). Il est également exposé à un risque technologique, la rupture d'un barrage, et à un risque particulier : le risque de radon. Un site publié par le BRGM permet d'évaluer simplement et rapidement les risques d'un bien localisé soit par son adresse soit par le numéro de sa parcelle.

#### Risques naturels
Certaines parties du territoire communal sont susceptibles d’être affectées par le risque d’inondation par débordement de cours d'eau, notamment l'Adour et le Neste. La cartographie des zones inondables en ex-Midi-Pyrénées réalisée dans le cadre du XIe Contrat de plan État-région, visant à informer les citoyens et les décideurs sur le risque d’inondation, est accessible sur le site de la DREAL Occitanie. La commune a été reconnue en état de catastrophe naturelle au titre des dommages causés par les inondations et coulées de boue survenues en 1982, 1999, 2009, 2012, 2013 et 2022,.
Ancizan est exposée au risque de feu de forêt. Un plan départemental de protection des forêts contre les incendies a été approuvé par arrêté préfectoral le 21 avril 2020 pour la période 2020-2029. Le précédent couvrait la période 2007-2017. L’emploi du feu est régi par deux types de réglementations. D’abord le code forestier et l’arrêté préfectoral du 27 octobre 2014, qui réglementent l’emploi du feu à moins de 200 m des espaces naturels combustibles sur l’ensemble du département. Ensuite celle établie dans le cadre de la lutte contre la pollution de l’air, qui interdit le brûlage des déchets verts des particuliers. L’écobuage est quant à lui réglementé dans le cadre de commissions locales d’écobuage (CLE).

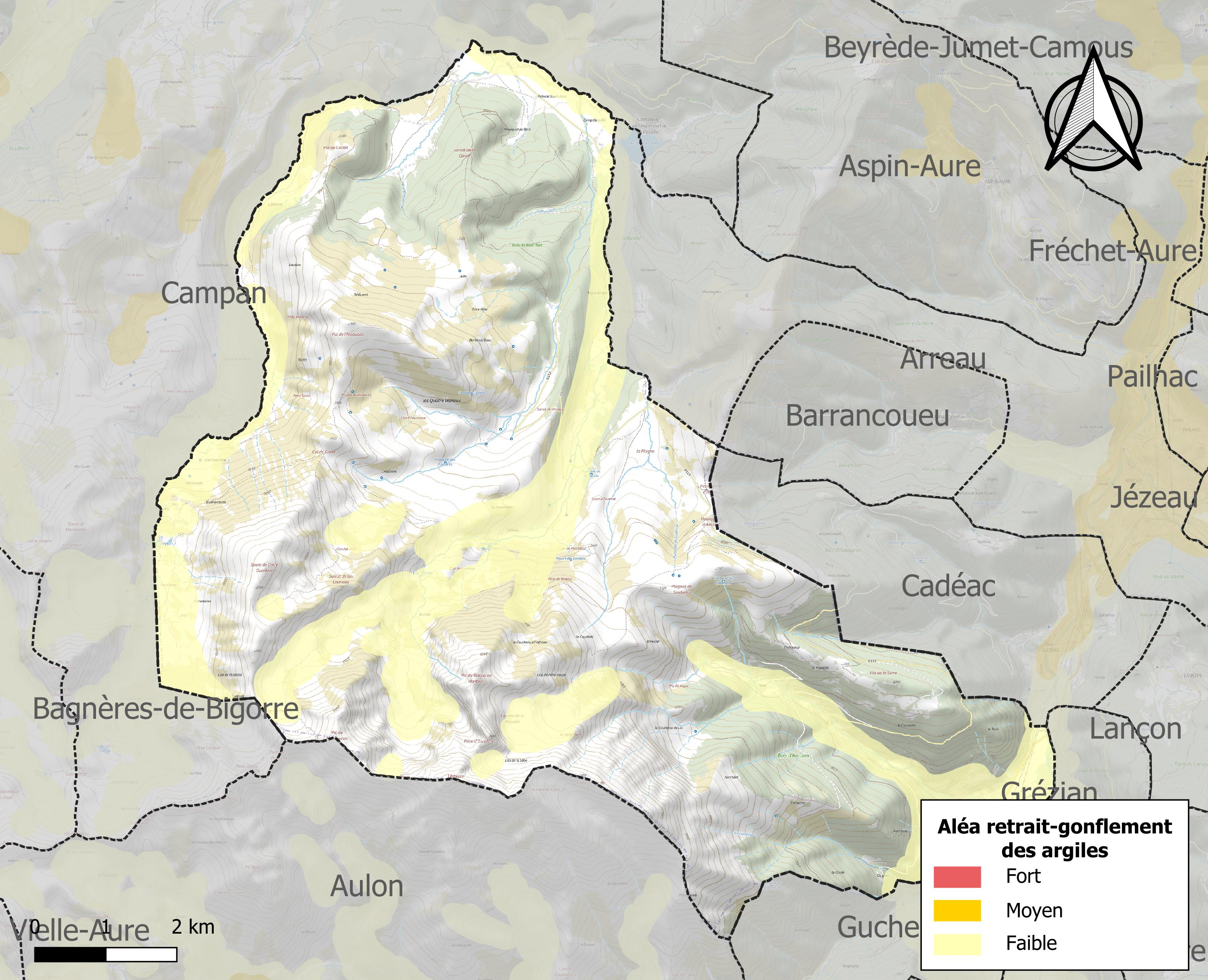
Carte des zones d'aléa retrait-gonflement des sols argileux d'Ancizan.

Les mouvements de terrains susceptibles de se produire sur la commune sont des mouvements de sols liés à la présence d'argile et des tassements différentiels.
Le retrait-gonflement des sols argileux est susceptible d'engendrer des dommages importants aux bâtiments en cas d’alternance de périodes de sécheresse et de pluie. La totalité de la commune est en aléa faible (44,5 % au niveau départemental et 48,5 % au niveau national). Sur les 220 bâtiments dénombrés sur la commune en 2019, aucun n'est en aléa moyen ou fort, à comparer aux 75 % au niveau départemental et 54 % au niveau national. Une cartographie de l'exposition du territoire national au retrait gonflement des sols argileux est disponible sur le site du BRGM,.
Par ailleurs, afin de mieux appréhender le risque d’affaissement de terrain, l'inventaire national des cavités souterraines permet de localiser celles situées sur la commune.
Concernant les mouvements de terrains, la commune a été reconnue en état de catastrophe naturelle au titre des dommages causés par des mouvements de terrain en 1999 et 2013.
La commune est exposée aux risques d'avalanche. Les habitants exposés à ce risque doivent se renseigner, en mairie, de l’existence d’un plan de prévention des risques avalanches (PPRA). Le cas échéant, identifier les mesures applicables à l'habitation, identifier, au sein de l'habitation, la pièce avec la façade la moins exposée à l’aléa pouvant faire office, au besoin, de zone de confinement et équiper cette pièce avec un kit de situation d’urgence,.

#### Risques technologiques
La commune est en outre située en aval d'un barrage de classe A. À ce titre elle est susceptible d’être touchée par l’onde de submersion consécutive à la rupture de cet ouvrage.

#### Risque particulier
Dans plusieurs parties du territoire national, le radon, accumulé dans certains logements ou autres locaux, peut constituer une source significative d’exposition de la population aux rayonnements ionisants. Certaines communes du département sont concernées par le risque radon à un niveau plus ou moins élevé. Selon la classification de 2018, la commune d'Ancizan est classée en zone 3, à savoir zone à potentiel radon significatif.

## Toponymie

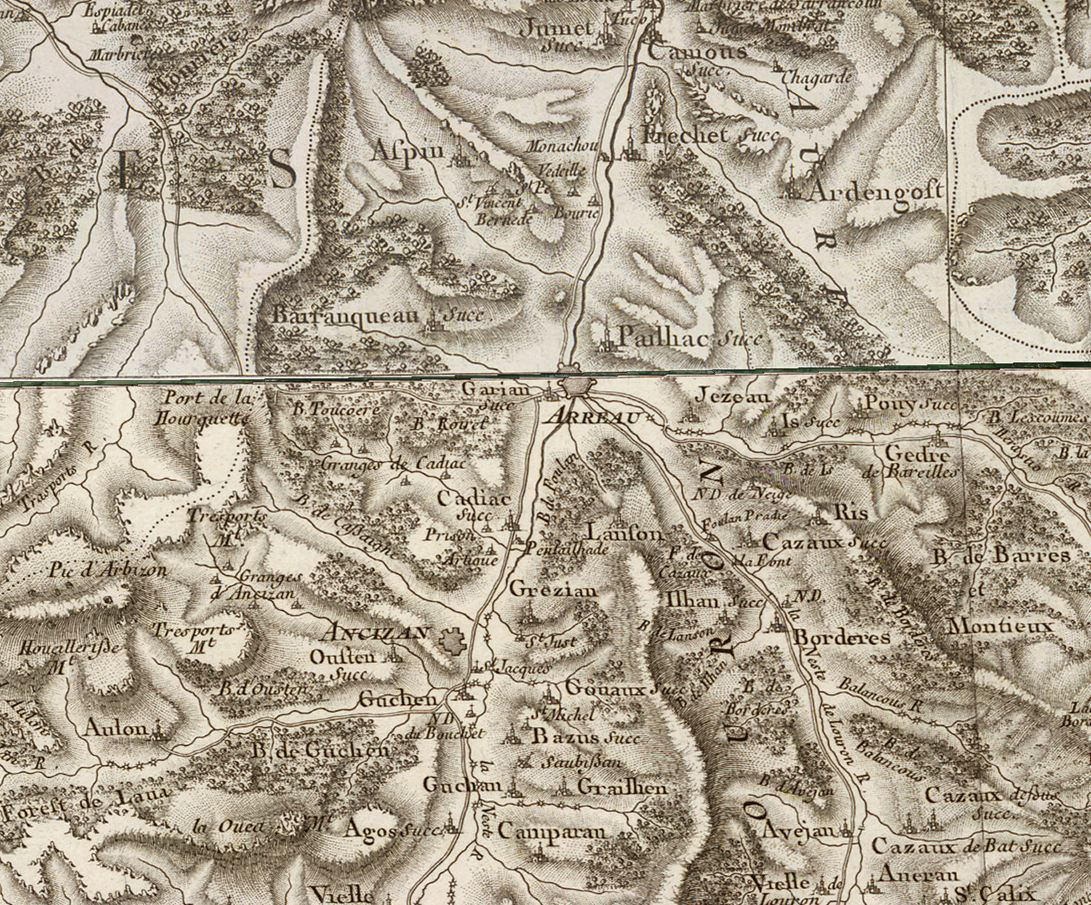
Extrait de la carte de Cassini (entre 1756 et 1789) situant Ancizan au sud d'Arreau.

On trouvera les principales informations dans le Dictionnaire toponymique des communes des Hautes-Pyrénées de Michel Grosclaude et Jean-François Le Nail qui rapporte les dénominations historiques du village :
Dénominations historiques :
- Pe de Anciza, P. de Ancisa (v. 1125, cartulaire de Bigorre) ;
- Anciza, Ancizan (1249, actes Bonnefont) ;
- De Ancizano, latin (1387, pouillé du Comminges).

Étymologie : Ancisianum, du nom de personnage latin Ancisius et suffixe d'appartenance anum (= domaine d’Ancisius), avec recul de l’accent tonique.
Nom occitan : Ancida.

## Histoire
Ancizan est un ancien village fortifié, bâti au point de jonction de la plaine d'Aure et des premiers contreforts du pic de l'Arbizon.
Comme ses voisins des Quatre-Vallées, il a dépendu des rois d'Aragon avant d'appartenir successivement aux familles féodales des comtes d'Aure, de Labarthe, d'Armagnac, et de se donner à la couronne en 1475 sous réserve du maintien de ses privilèges.
Doté de foires et marchés par Antoine de Bourbon et Jeanne d'Albret, puis par Henri IV, important centre drapier jadis siège de la corporation des tisserands de la vallée d'Aure, Ancizan a su conserver d'intéressants vestiges de son passé prestigieux.
Une courte promenade à travers ses places, rues, chemins et biés permet de découvrir de nombreux témoignages d'une époque de relative opulence, sous la forme d'anciennes demeures (certaines sont classées) aux portes et linteaux sculptés et millésimés ou aux fenêtres à meneaux. Souvent utilisées en réemploi, ces pierres donnent une idée assez précise de la prospérité locale dans les siècles passés.
L'église, vaste, de construction récente mais dotée d'un remarquable mobilier, témoigne de la forte poussée démographique du XIXe siècle. Mais, après avoir compté un millier d'habitants vers 1830-1840, la population a diminué des deux tiers, victime, entre autres causes, de la récession de l'industrie drapière (la dernière filature a fermé en 1945 et on comptait 150 métiers à tisser en 1800 dans la commune).
Le 15 août 1953, une violente crue du ruisseau (qui fût six victimes) dont les eaux actionnaient jadis les ateliers locaux a détruit de nombreux immeubles dans le quartier bordant son lit, reprenant ainsi au village une partie des richesses qu'il lui avait données et remodelant sa physionomie.
Texte écrit par André Galicia
Voir aussi le livre d'André Galicia : Ancizan, chroniques villageoises, récits d'hier et d'autrefois, 1999.
Le village d’Ancizan constitue avec ceux de Cadéac, de Grézian et de Guchen les Quatre Véziaux d'Aure, association qui gère des pâturages et bois communs depuis des temps immémoriaux.

### Cadastre napoléonien d' Ancizan
Le plan cadastral napoléonien d'Ancizan est consultable sur le site des archives départementales des Hautes-Pyrénées.

## Politique et administration

### Liste des maires

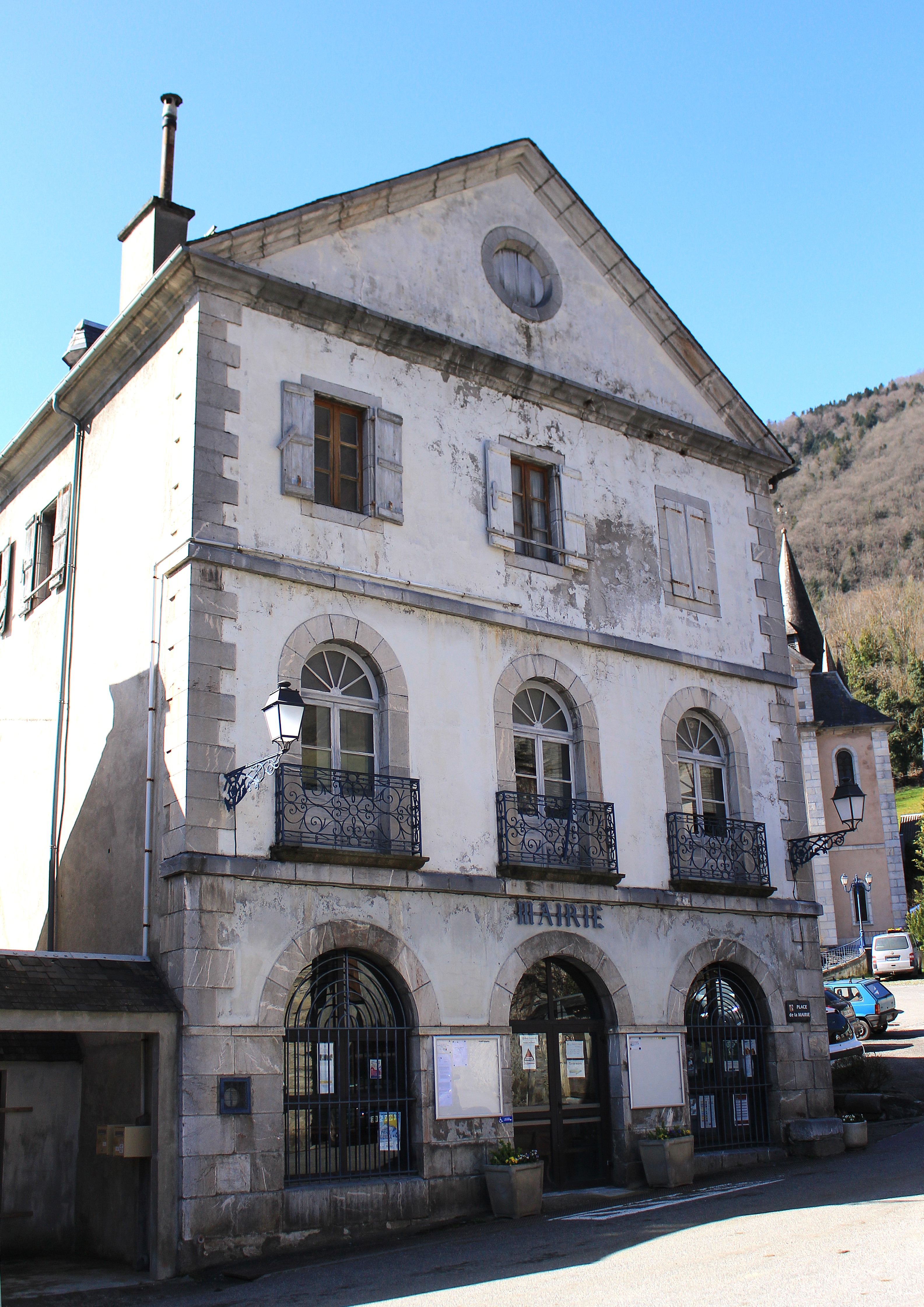
La mairie en 2025, inscrite à l'inventaire.

| Période                                  | Période   | Identité         | Étiquette | Qualité |
| ---------------------------------------- | --------- | ---------------- | --------- | ------- |
| Les données manquantes sont à compléter. |           |                  |           |         |
| 1989                                     | mars 1995 | Gouges Robert    |           | Maire   |
| mars 1995                                | mars 2014 | Ribatet Emile    |           | Eleveur |
| 2014                                     | 2022      | Trey Jean-Claude |           | Maire   |
| 2022                                     | En cours  | Pichon Evelyne   |           | Maire   |

### Rattachements administratifs et électoraux

#### Historique administratif
Sénéchaussée d'Auch, pays des Quatre-Vallées, vallée d'Aure, canton d'Arreau (1790-2014). Ousten, commune en 1790, est réunie à Ancizan entre 1791 et 1801.

#### Intercommunalité
Ancizan appartient à la communauté de communes Aure Louron créée au 1er janvier 2017 et qui réunit 47communes.

### Services publics
La commune d'Ancizan dispose d'une agence postale.

## Population et société

### Démographie

#### Évolution démographique

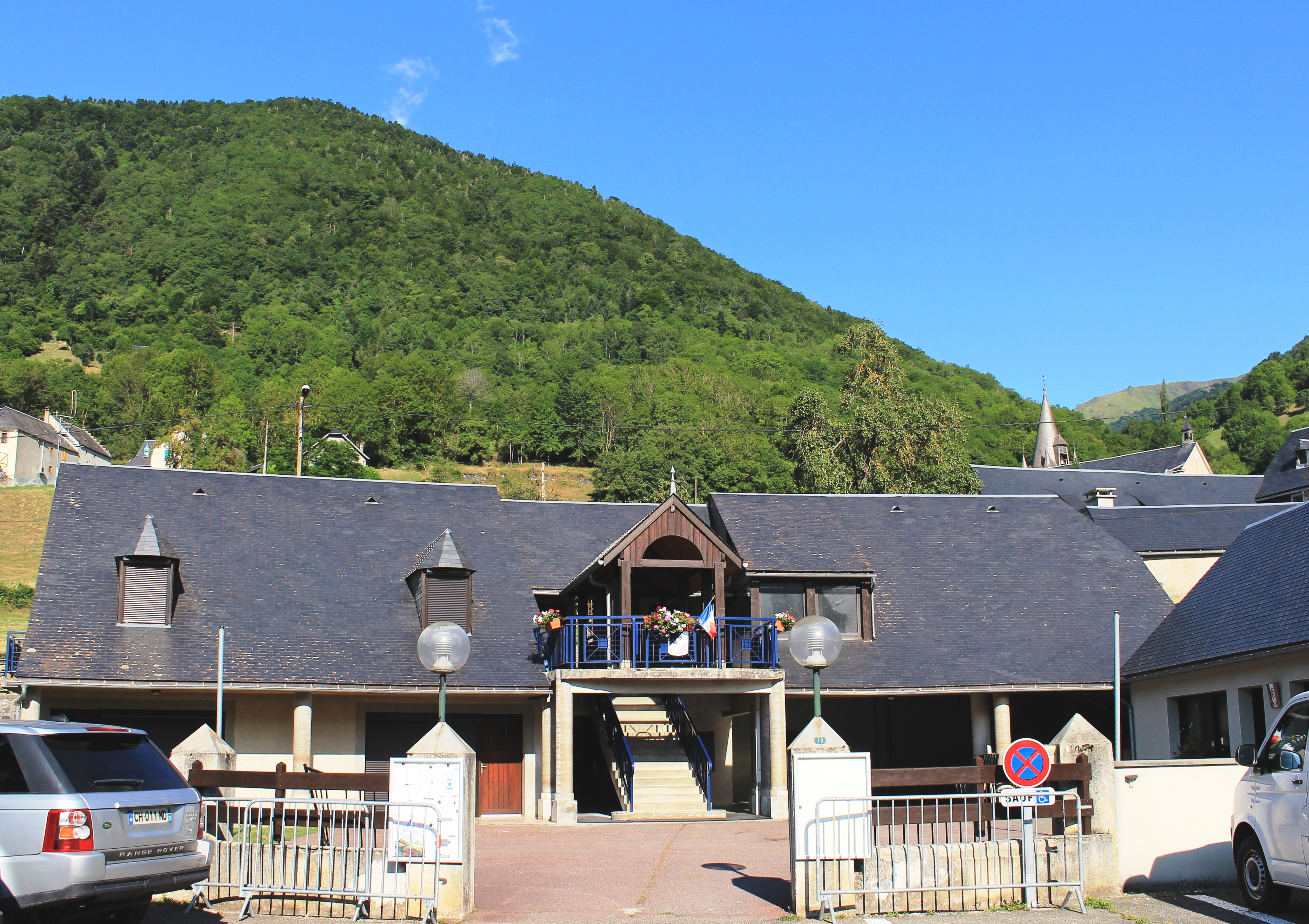
L’école élémentaire en 2021.

L'évolution du nombre d'habitants est connue à travers les recensements de la population effectués dans la commune depuis 1793. Pour les communes de moins de 10 000 habitants, une enquête de recensement portant sur toute la population est réalisée tous les cinq ans, les populations de référence des années intermédiaires étant quant à elles estimées par interpolation ou extrapolation. Pour la commune, le premier recensement exhaustif entrant dans le cadre du nouveau dispositif a été réalisé en 2007.

En 2022, la commune comptait 286 habitants, en évolution de +4,38 % par rapport à 2016 (Hautes-Pyrénées : +1,59 %, France hors Mayotte : +2,11 %).
| 1793 | 1800 | 1806 | 1821 | 1831 | 1836 | 1841  | 1846 | 1851 |
| ---- | ---- | ---- | ---- | ---- | ---- | ----- | ---- | ---- |
| 667  | 739  | 780  | 813  | 987  | 930  | 1 022 | 976  | 960  |

| 1856 | 1861 | 1866 | 1872 | 1876 | 1881 | 1886 | 1891 | 1896 |
| ---- | ---- | ---- | ---- | ---- | ---- | ---- | ---- | ---- |
| 812  | 765  | 726  | 698  | 690  | 634  | 596  | 514  | 535  |

| 1901 | 1906 | 1911 | 1921 | 1926 | 1931 | 1936 | 1946 | 1954 |
| ---- | ---- | ---- | ---- | ---- | ---- | ---- | ---- | ---- |
| 583  | 540  | 546  | 364  | 305  | 347  | 323  | 267  | 284  |

| 1962 | 1968 | 1975 | 1982 | 1990 | 1999 | 2006 | 2007 | 2012 |
| ---- | ---- | ---- | ---- | ---- | ---- | ---- | ---- | ---- |
| 257  | 271  | 239  | 232  | 233  | 254  | 316  | 325  | 283  |

| 2017 | 2022 | - | - | - | - | - | - | - |
| ---- | ---- | - | - | - | - | - | - | - |
| 271  | 286  | - | - | - | - | - | - | - |

### Enseignement
La commune dépend de l'académie de Toulouse. Elle dispose d’une école en 2017.
- École élémentaire

## Économie

### Revenus
En 2018, la commune compte 125 ménages fiscaux, regroupant 270 personnes. La médiane du revenu disponible par unité de consommation est de 20 560 € (20 420 € dans le département).

### Emploi
| Division       | 2008  | 2013  | 2018  |
| -------------- | ----- | ----- | ----- |
| Commune        | 5,1 % | 5,6 % | 4,8 % |
| Département    | 7,7 % | 9,4 % | 9,8 % |
| France entière | 8,3 % | 10 %  | 10 %  |

En 2018, la population âgée de 15 à 64 ans s'élève à 168 personnes, parmi lesquelles on compte 79,7 % d'actifs (74,9 % ayant un emploi et 4,8 % de chômeurs) et 20,3 % d'inactifs,. Depuis 2008, le taux de chômage communal (au sens du recensement) des 15-64 ans est inférieur à celui de la France et du département.
La commune est hors attraction des villes,. Elle compte 68 emplois en 2018, contre 75 en 2013 et 78 en 2008. Le nombre d'actifs ayant un emploi résidant dans la commune est de 131, soit un indicateur de concentration d'emploi de 51,6 % et un taux d'activité parmi les 15 ans ou plus de 59,9 %.
Sur ces 131 actifs de 15 ans ou plus ayant un emploi, 22 travaillent dans la commune, soit 17 % des habitants. Pour se rendre au travail, 86,3 % des habitants utilisent un véhicule personnel ou de fonction à quatre roues, 0,7 % les transports en commun, 7,7 % s'y rendent en deux-roues, à vélo ou à pied et 5,3 % n'ont pas besoin de transport (travail au domicile).

## Culture locale et patrimoine

### Lieux et monuments
- Plusieurs bâtiments du XIIe au XXe siècle, classés et inscrits à l'inventaire général du patrimoine culturel et aux monuments historiques :
  - Une maison du XVIe siècle (maison Pichon)[59] ;
  - Église Saint-Jean-Baptiste d'Ousten[60];
  - L'Église Saint-Blaise-et-Saint-Martin d'Ancizan : clocher du XVIe siècle, bâtiment de 1855[61] ;
  - Maisons et fermes[62] ;
  - Une maison de 1881[63] ;
  - Le monument aux morts[64] ;
  - La maison Lacaze[65] ;
  - La maison Castet (datée de 1568)[66] ;
  - La chapelle Notre-Dame-du-Puyo[67] ;
  - La maison Estienny[68] ;
  - La ferme Compagnet[69] ;
  - La ferme Pebacqué[70] ;
  - La maison Ancla, ou  Forgue Paulat[71] ;
  - La maison Oustalet[72] ;
  - La mairie-halle-école[73].
- Le Musée de la vallée d'Aure, musée ethnographique situé à l'origine dans la commune et désormais déplacé à Saint-Lary-Soulan, retrace la vie quotidienne en vallée d'Aure au cours des siècles, avec de nombreux objets, documents et présentations thématiques. Ce musée est en relation avec le Musée des croyances et de la religiosité populaires des Pyrénées centrales situé à Abizanda, en Aragon.

Sélection de vues diverses
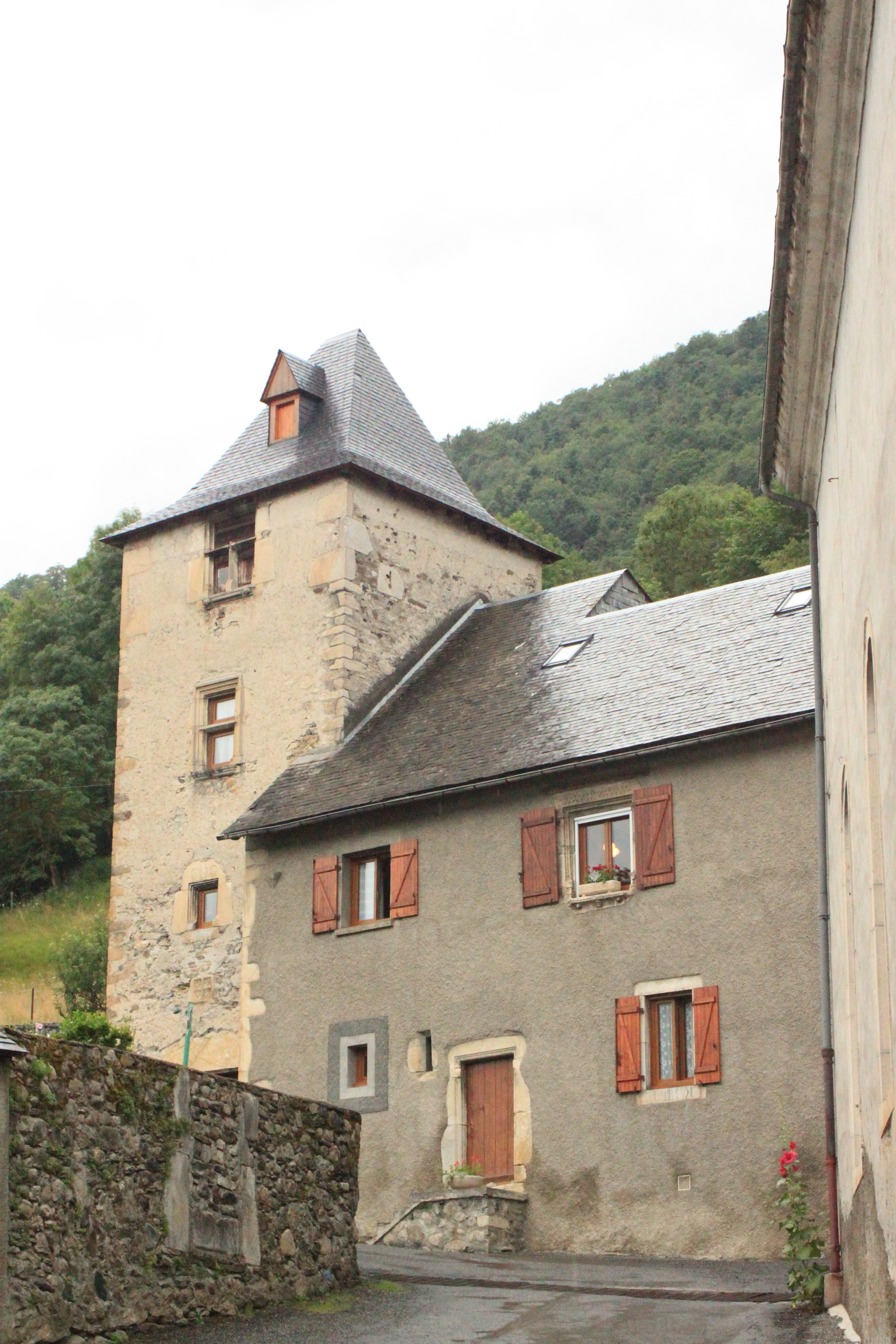
Ferme Paoulat.
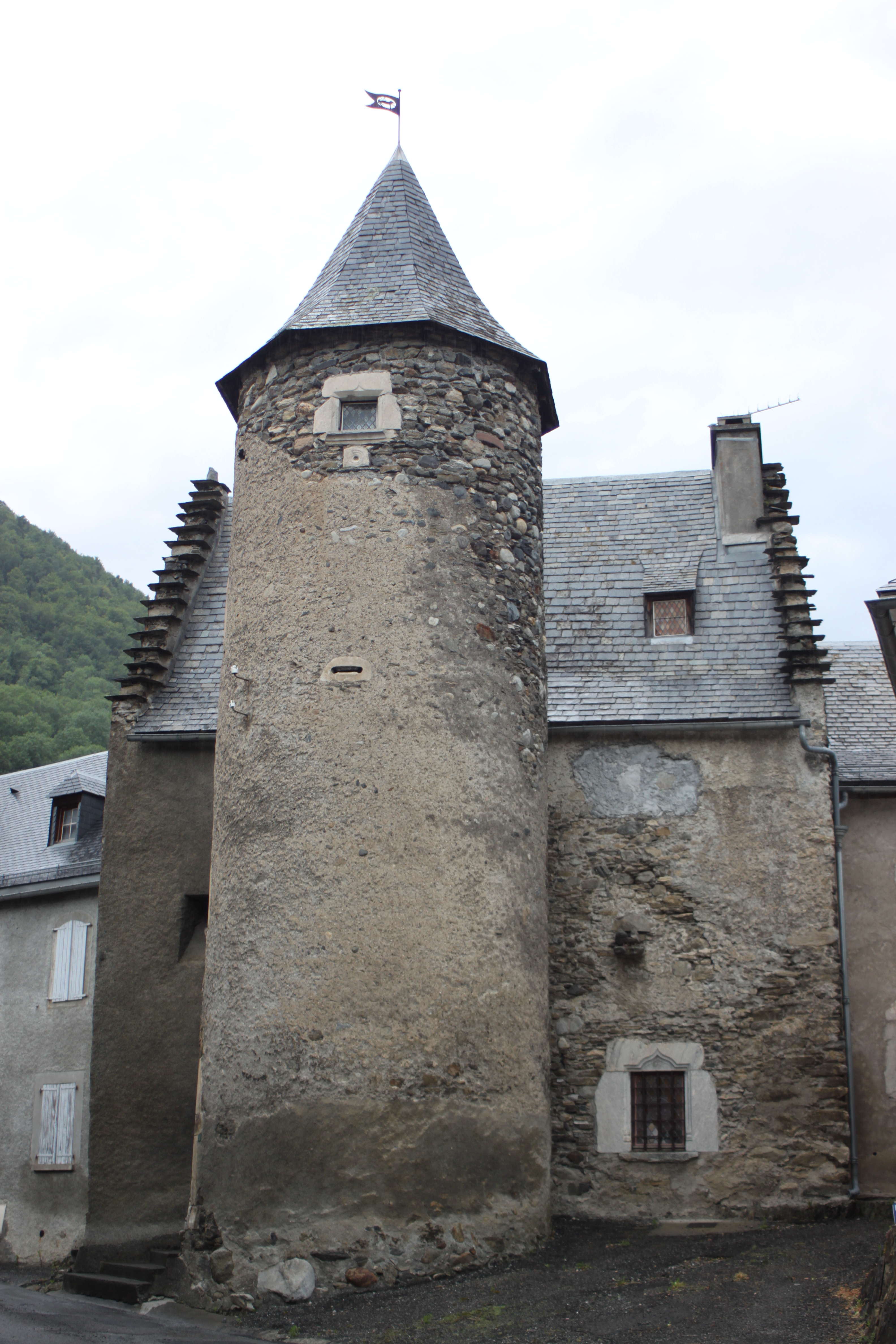
Maison Castet.
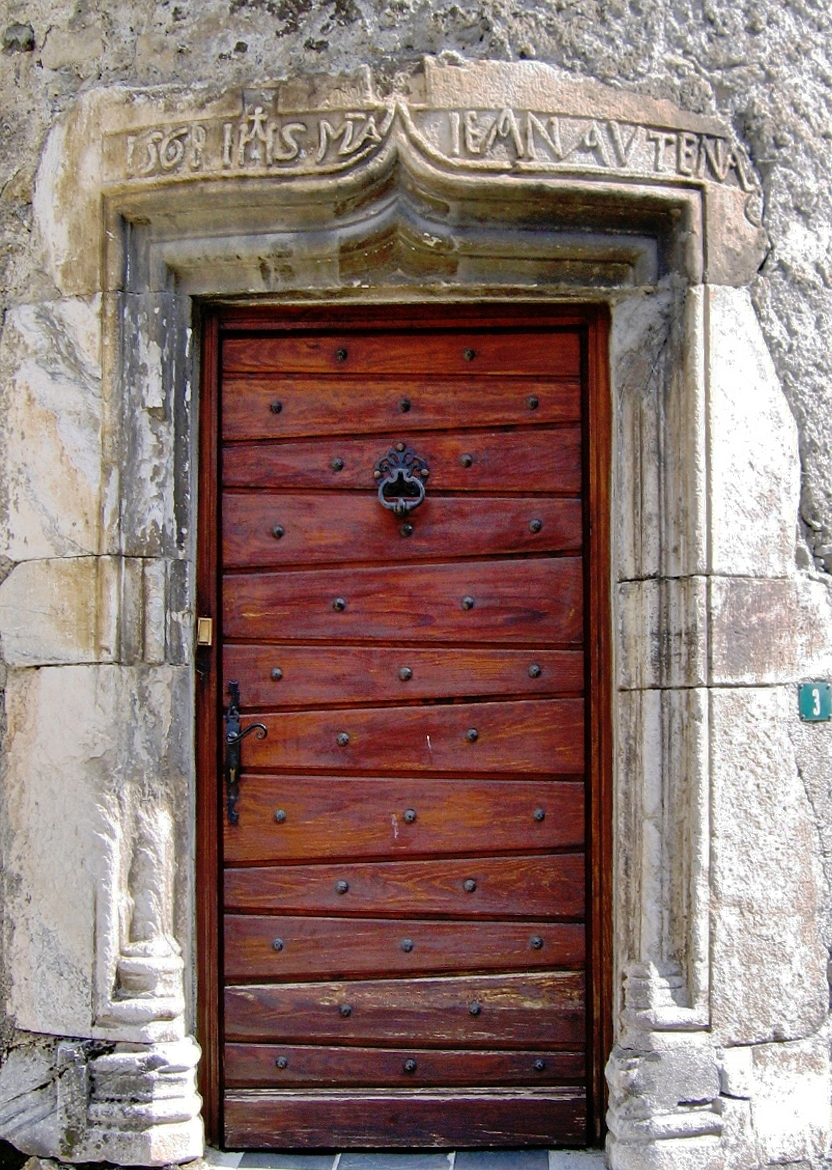
Porte d'accès à la tour de la Maison Castet.
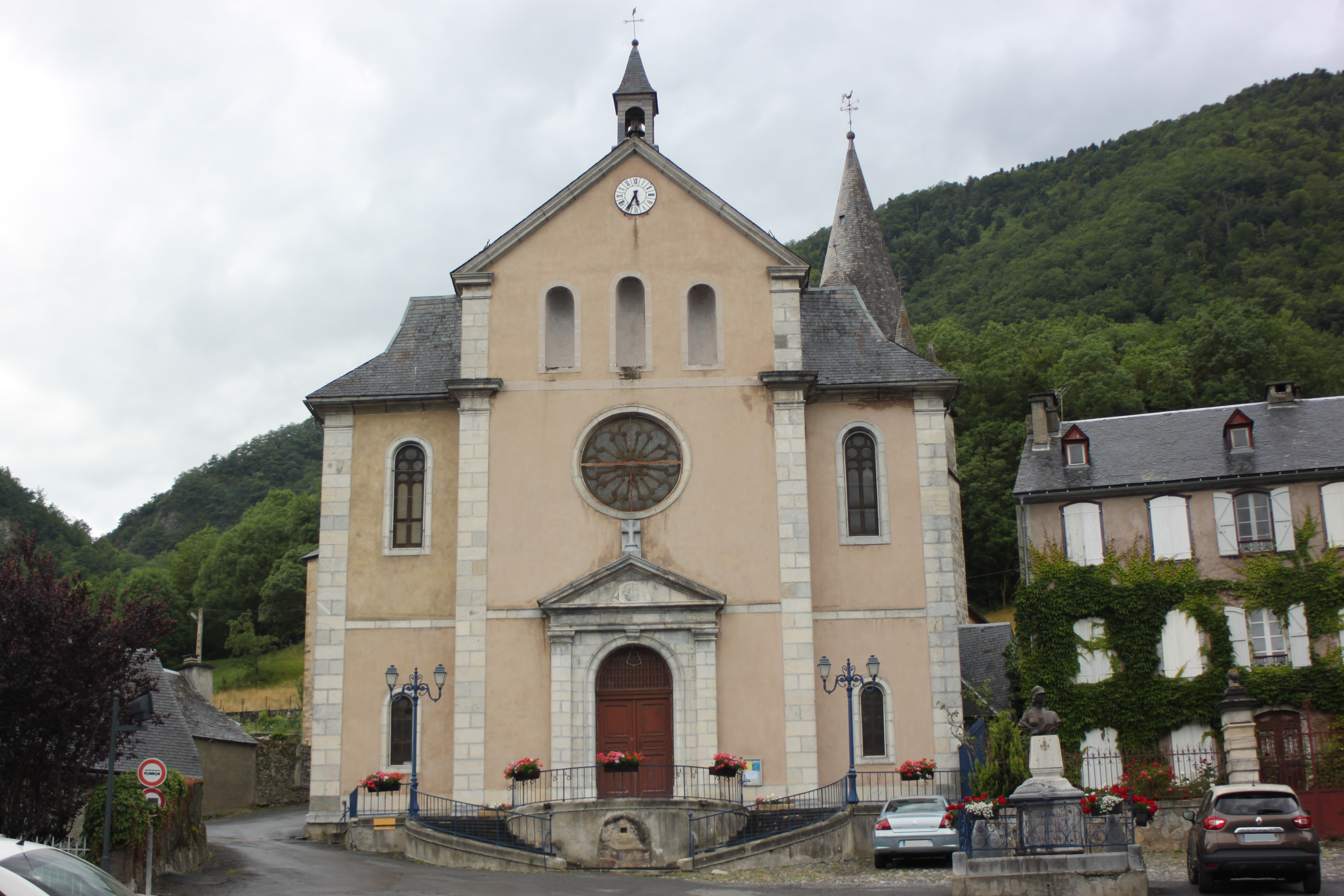
Église Saint-Blaise, Saint-Martin.
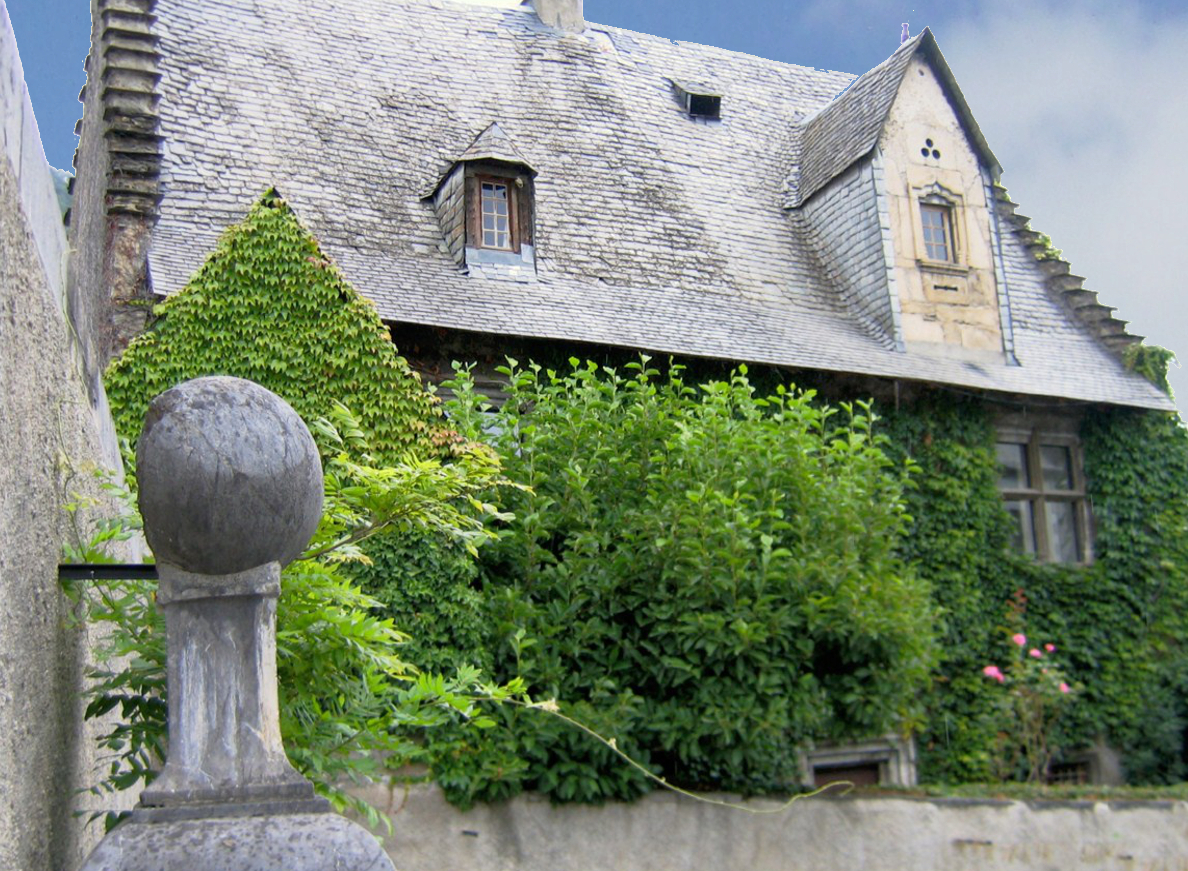
Maison du XVIe.
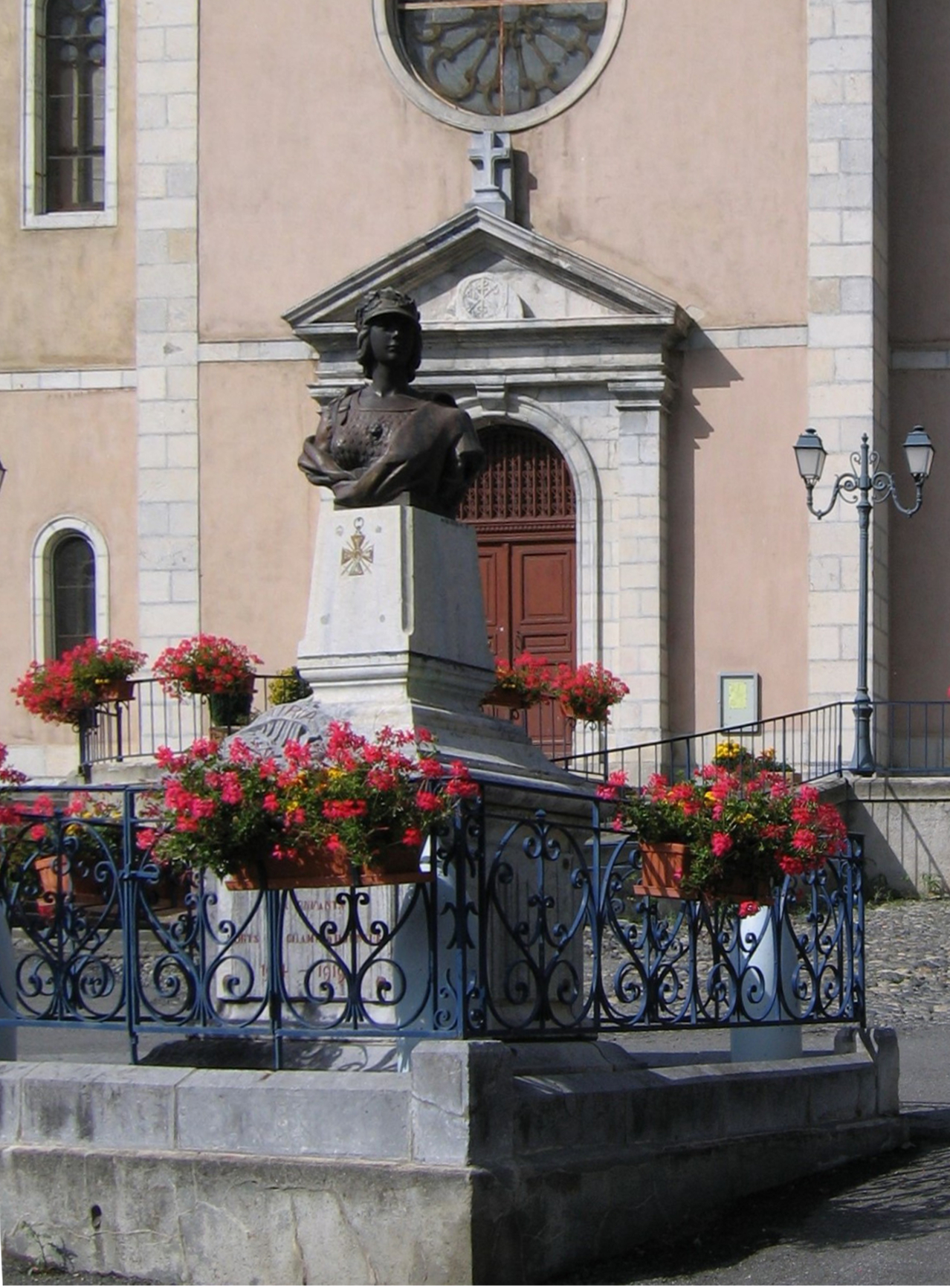
Le monument aux morts.
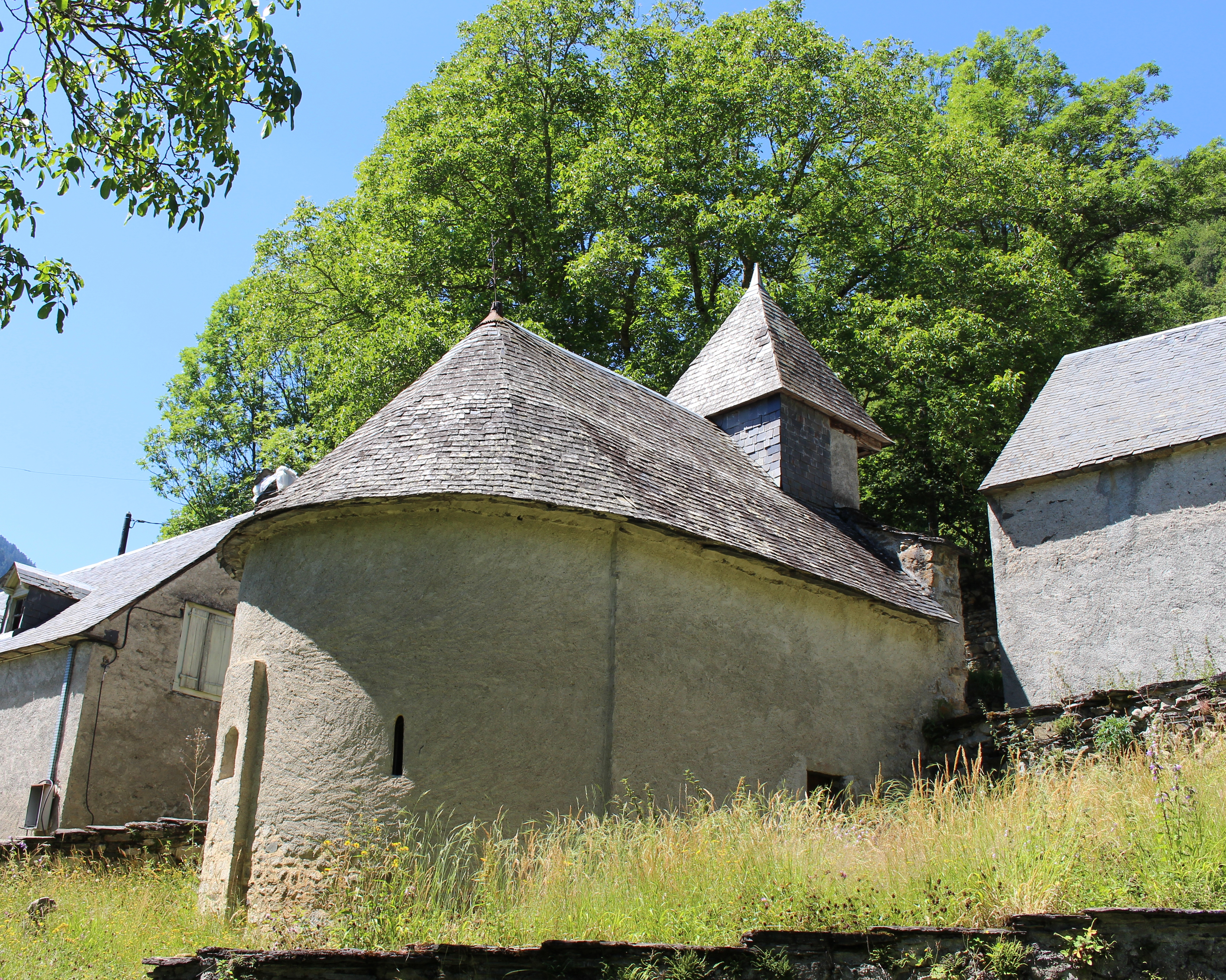
Église Saint-Jean-Baptiste d'Ousten.
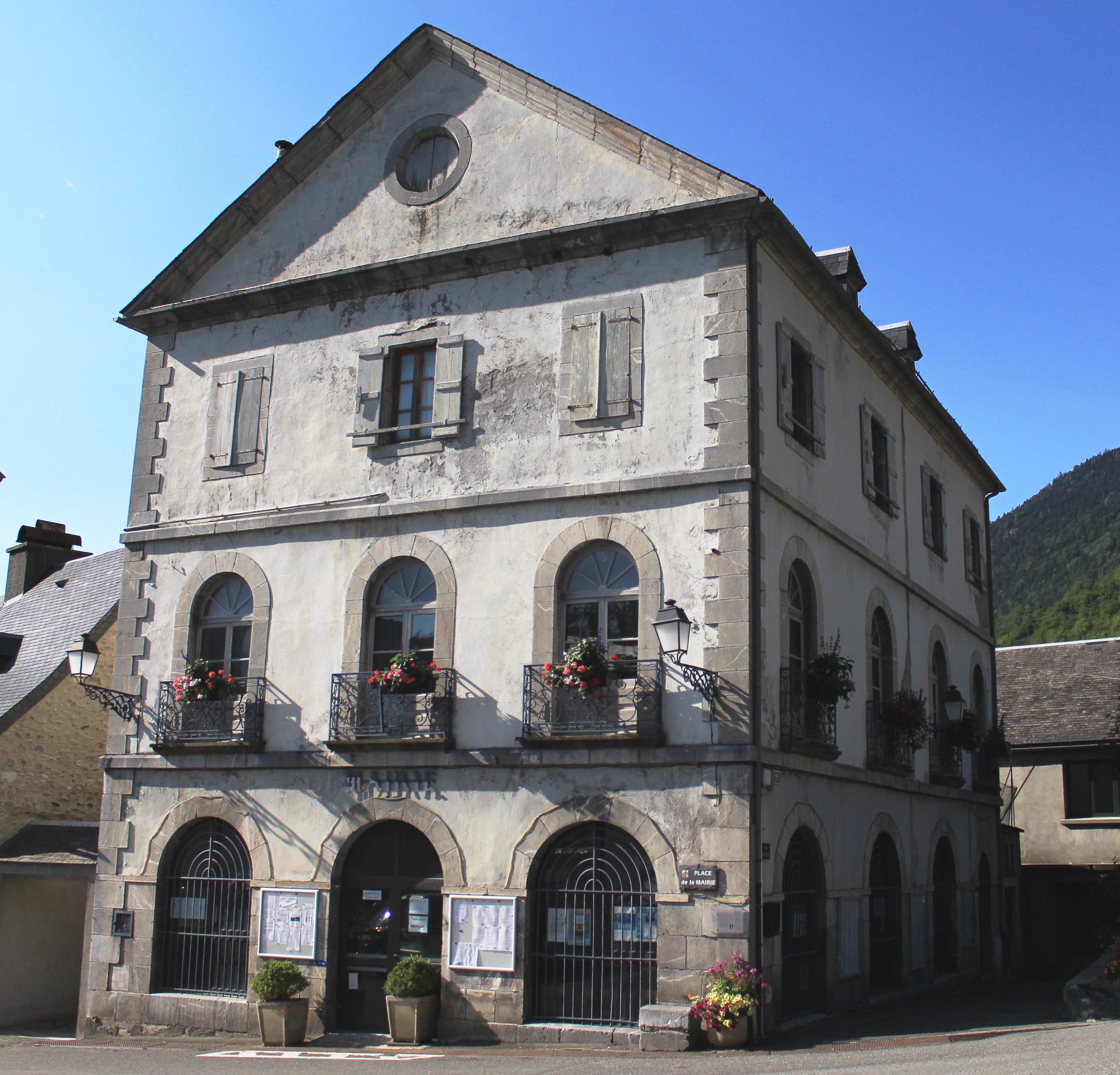
La mairie en 2021.
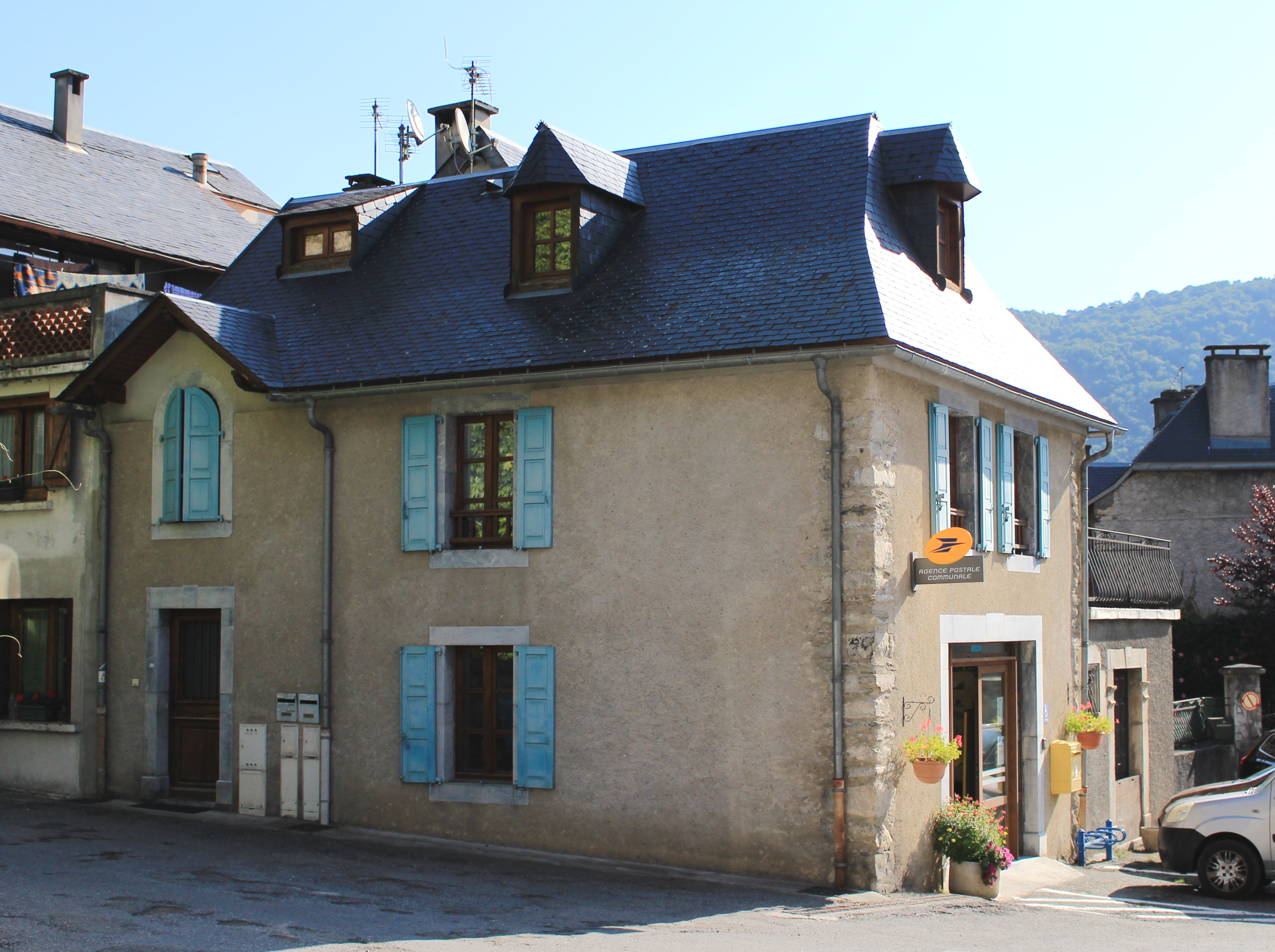
La Poste en 2021.

### Personnalités liées à la commune
- Brice Gertoux, est un homme politique français né à Ancizan.

### Héraldique et devise
| Blason | Blasonnement : Parti : au premier de gueules aux trois quenouilles d'argent, au second d'argent aux deux levrettes de sable passant l'une sur l'autre, à la bordure du même chargée de huit besants d'or. |